# فرانک هارتلی
فرانک هارتلی (به انگلیسی: Frank Hartley) بازیکن فوتبال زادهٔ ۲۰ ژوئیه ۱۸۹۶ اهل کشور انگلستان بود که سابقهٔ بازی در تیم ملی فوتبال انگلستان را در کارنامهٔ خود دارد. وی در تاریخ ۱۰ مه ۱۹۲۳ تنها بازی ملی خود را در مقابل تیم ملی فوتبال فرانسه انجام داد.